# Anna Weingrün-Lieblich
Anna Weingrün-Lieblich (ur. w 1904 w Krakowie, zm. w 1994 w Hajfie) – polska malarka międzywojenna żydowskiego pochodzenia.

## Edukacja
Edukację artystyczną rozpoczęła w 1922 roku na kursach im. Branieckiego. W 1924 roku studiowała w Paryżu u Chardona. W 1925 roku powróciła do Polski, do Krakowa by kształcić się w Wolnej Szkole Rysunku i Malarstwa Ludwiki Mehofferowej a w latach 1926–1931 studiować w Akademii Sztuk Pięknych pod okiem Władysława Jarockiego i Fryderyka Pautscha. Podczas drugiej wojny światowej przebywała w Uzbekistanie, gdzie uczyła rysunku. W 1948 powróciła do Krakowa. W 1950 wyjechała do Izraela, mieszkała w Safed.

## Działalność artystyczna
Debiut artystyczny miała w 1933 roku na wystawie w Żydowskim Domu Akademickim; w kolejnym roku dwukrotnie wystawiała swoje prace na wystawach Zrzeszenia Żydowskich Artystów w Krakowie. W tym samym roku brała udział w Salonie 1934 w Pałacu Sztuki. Jako członek Zawodowego Związku Polskich Artystów Plastyków brała udział w kilku wystawach: w Instytucie Propagandy Sztuki w Warszawie w 1936 roku i w wystawie "Motywy Krakowa". W 1937 wystawiała swoje prace wraz z krakowskim Zrzeszeniem Artystów Plastyków "Prąd". W 1939 roku jedna z jej prac eksponowana w Domu Plastyków w Krakowie została darowana na Fundusz Obrony Narodowej.
Ostatnie wystawy w Polsce z udziałem prac Anny Lieblich miały miejsce w 1948 roku w Pałacu Sztuki w Krakowie oraz w 1949 w Katowicach Łodzi i Wrocławiu. W 1950 wyjechała do Izraela, a rok później została członkiem Związku Malarzy i Rzeźbiarzy Izraelskich. W kolejnych latach jej prace wystawiane były na całym świecie, m.in.: w Hajfie (1954), Johannesburgu (1954), Montrealu (1961) czy w Tel Awiwie w 1963 roku.

## Styl
Tematem jej prac były pejzaże i sceny rodzajowe we wnętrzach oraz portrety. Tworzyła głównie techniką olejną lub gwaszem. Jej prace utrzymane były w jasnych tonacjach kolorystycznych; często stosowała zdecydowane kontrasty barwne.